# アレクサンドラ・マリア・ララ
アレクサンドラ・マリア・ララ（ドイツ語:Alexandra Maria Lara、1978年11月12日 - ）は、ルーマニア・ブカレスト生まれの女優。本名はアレクサンドラ・プラタレアヌ（ルーマニア語:Alexandra Plătăreanu）。ドイツで活躍している。

## 来歴
父親はブカレスト国立劇場の副代表を務める有名な俳優、母親は言語学者であったが、彼女が4歳のとき、チャウシェスク政権を逃れて西ドイツに移住。フライブルクとベルリンで育つ。ギムナジウムを卒業後、父親がベルリンに設立した演劇学校で学ぶ。
11歳から数多くのテレビドラマに出演し、1999年に映画デビュー。2004年、ヒトラーの秘書トラウデル・ユンゲを演じた『ヒトラー 〜最期の12日間〜』で高い評価を得た。2005年には大衆紙『ビルト』により「最も美しいドイツ人」に選ばれている（彼女は民族的にはルーマニア人であるが）。
2007年にはフランシス・フォード・コッポラ直々のオファーで『コッポラの胡蝶の夢』への、そしてテオ・アンゲロプロスの『The Dust of Time』にも出演が決まっている。トム・クルーズ主演のヒトラー暗殺計画を描く映画『ワルキューレ』への出演オファーもあったものの、「興味がない」として断った。
映画『コントロール』で共演したイギリスの俳優サム・ライリーと交際、2009年に結婚した。2014年に長男を出産した。

## 主な出演作品
| 公開年 | 邦題 原題                                                    | 役名                       | 備考             |
| ------ | ------------------------------------------------------------ | -------------------------- | ---------------- |
| 2000   | クレイジー Crazy                                             | メラニー                   |                  |
| 2001   | トンネル Der Tunnel                                          | ロッテ                     |                  |
| 2002   | キング・オブ・キングス Napoléon                              | マリア・ヴァレフスカ       | テレビシリーズ   |
| 2004   | ヒトラー 〜最期の12日間〜 Der Untergang                      | トラウデル・ユンゲ         |                  |
| 2005   | 漁師と妻 Der Fischer und seine Frau                          |                            |                  |
| 2007   | コントロール Control                                         | アニーク・オノレ           |                  |
| 2007   | コッポラの胡蝶の夢 Youth Without Youth                       | ヴェロニカ / ラウラ        |                  |
| 2008   | セントアンナの奇跡 Miracle at St. Anna                       | アクシスサリー             |                  |
| 2008   | バーダー・マインホフ/理想の果てに Der Baader Meinhof Komplex | ペトラ                     |                  |
| 2008   | 愛を読むひと The Reader                                      | 若き日のイラーナ           |                  |
| 2009   | 最終目的地 The City of Your Final Destination                | Deirdre Rothemund          |                  |
| 2009   | フェアウェル さらば、哀しみのスパイ L'Affaire Farewell       | ジェシカ                   |                  |
| 2010   | 遥かな町へ fr:Quartier Lointain                              | アンナ（主人公の母親）     | 原作：谷口ジロー |
| 2013   | ラッシュ/プライドと友情 Rush                                 | マレーネ・クナウス         |                  |
| 2014   | フランス組曲 SUITE FRANCAISE                                 |                            |                  |
| 2017   | ジオストーム Geostorm                                        | ウーテ・ファスペンダー     |                  |
| 2019   | コリーニ事件 Der Fall Collini                                | ヨハンナ・マイヤー         |                  |
| 2021   | キングスマン:ファースト・エージェント The King's Man         | エミリー・オックスフォード |                  |

## 参照
1. ↑  Sam Riley is married to Alexandra Maria Lara. Zimbio, retrieved April 20, 2011